# Alberto Lista
Alberto Rodríguez de Lista y Aragón, född 15 oktober 1775, död 5 oktober 1848, var en spansk poet och lärd.
Listas Poseias (1822) var för sin tid en nedgångstid i spansk litteratur betydelsefulla. Större betydelse  hade han som lärare; Lista blev vid 21 års ålder professor i matematik i Sevilla. På grund av sin liberala åskådning tvingades han därefter en tid i landsflykt, verkade därefter i Bilbao och slutligen i Madrid. Mest känd blev han genom sina estetiska skrifter Del sentimento de la belleza, Reflexiones sobre la dramática española med flera.